# ルートヴィヒ・フリードリヒ・レオポルト・フォン・ゲルラッハ
ルートヴィヒ・フリードリヒ・レオポルト・フォン・ゲルラッハ（Ludwig Friedrich Leopold von Gerlach, 1790年9月17日 - 1861年1月10日）は、プロイセンの陸軍軍人、政治家。プロイセン王フリードリヒ・ヴィルヘルム4世副官、オットー・フォン・ビスマルクを補佐した。プロイセン陸軍の最終階級は歩兵大将。
「魔臣」の異名を持つ。「鉄血宰相」として名高いオットー・フォン・ビスマルクを見出し、彼を政治家として育て上げた。このため、ゲルラッハはビスマルクが生涯で唯一、師と仰いだ人物でもある。弟のルートヴィヒ・フォン・ゲルラッハとキリスト教ドイツ人サークルを形成し、スイスの政治学者カール・ルートヴィヒ・ハラーの家産国家論（Patrimonialstaat)の普及に努めた。

## 略歴
1790年9月17日にベルリンで出生。父はベルリン市長カール・フリードリヒ・レオポルト・フォン・ゲルラッハ（Carl Friedrich Leopold von Gerlach）だった。
兄のヴィルヘルムが早世したために、レオポルトは兄弟の中で政治的影響力を与える存在となる。ヨアヒムスタールのギムナジウムに通った後、1803年から軍事アカデミーに移り、ジャン・ピエール・アンシヨンに学ぶ。士官候補生としていくつかの戦いに参加した後（例えばナポレオン戦争中の1806年10月14日、イエナ・アウエルシュタットの戦いにおいてプロイセン軍はナポレオン・ボナパルト率いるフランス軍に大敗する。ゲルラッハは敗走中に本隊とはぐれるも、殿をつとめたゲプハルト・レベレヒト・フォン・ブリュッヘル将軍率いる部隊と合流に成功して難を逃れた）、ゲッティンゲン大学、ハイデルベルク大学、ベルリン大学で学ぶ。その中で、ザヴィニーの歴史法学に強い影響を受ける。
1812年にはポツダムの政府実務研修生となり、アレクサンダー・フォン・デア・マルヴィッツと親密な交誼を結び、1813年にブリュッヘルの参謀の一人として少尉に昇進する。その後、1815年2月18日のワーテルローの戦いにおける戦功により一級鉄十字章を受け、大尉に昇進し参謀本部に入った。以後、ゲルラッハは王室警護を任される大佐になる。彼はそのかたわら、アヒム・フォン・アルニムのキリスト教的ドイツ談話会と、続いて封建的なカール・ルートヴィヒ・フォン・ハラーの国家の哲学のために運動に参加し、フリードリヒ・ヴィルヘルム4世の馴染みになった。1844年にゲルラッハは少将に昇進、1848年になるとベルリン郊外のシュパンダウ（現在はベルリン市内）を守る第1近衛旅団長となる。1850年になると中将になり、そのうえ公式に高級副官に任命された。1859年になると歩兵大将となり、宮廷の侍従武官長となる。
1845年、ゲルラッハはビスマルクをタデン集会において見出し、政治家へと転身させる。1848年のドイツ三月革命以後、ゲルラッハはビスマルクや実弟ルートヴィヒなどをメンバーとした密房舎（カマーリア）を設立するなど、政治家としての活動が活発になる。しかしその主な目的は、王権の回復とプロイセンの維持であり、弟子にあたるビスマルクの小ドイツ主義でのドイツ統一とは大きく異なる。ゲルラッハ自身の思考では、小ドイツ主義での統一を考えていたものの、当時のウィーン体制下においてはそれは不可能であった。

## 晩年
1857年以降、フリードリヒ・ヴィルヘルム4世は脳卒中により言語障害と精神障害をきたし、離宮に幽閉され、王弟ヴィルヘルムが政務を代行するようになった。しかし、ゲルラッハはフリードリヒ・ヴィルヘルム4世に忠誠を尽くし、侍従武官長を辞めた後、離宮に部屋を移して国王の側に居続けた。
1861年1月2日、フリードリヒ・ヴィルヘルム4世が死去。その葬儀において、ゲルラッハは中世の鎧をまとい、厳冬の1月に直立不動で王の棺の側に立ち続け、さながら中世のゲルマン騎士を思い起こさせた。しかし、これは高齢であったゲルラッハの老体にはあまりに過酷な行為であった。これが原因で、ゲルラッハは頭部丹毒を発症し、1861年1月10日に死去した。ゲルラッハはフリードリヒ・ヴィルヘルム4世の死の翌日に遺書を書いている。その内容は、「自分が死んだら、亡き妻の墓の隣に埋めて欲しい」という簡素な内容であり、殉死を覚悟した上での行動であった。

## 文献
- Hans-Joachim Schoeps Deutsche Biographie, 1964年 pp. 294-296.
- Biography